# Martha Frayde
Martha Frayde Barraqué, née le 15 août 1920 à La Havane et morte le 4 décembre 2013 à Madrid, est une médecin, ancienne proche de Fidel Castro et dissidente cubaine.

## Biographie
Martha Frayde est née à La Havane le 15 août 1920. En 1946, elle est diplômée de l'université de médecine de La Havane, spécialisée en gynécologie et se rend au Canada pour compléter ses études. 
Elle s’engage dans des activités politiques et, au début des années 1950, adhère au Parti orthodoxe, alors dirigé par le réformiste et démocrate Eduardo Chibás.
Proche de Fidel Castro, elle participe à la lutte contre le dictateur Fulgencio Batista et soutient la guérilla dans la Sierra Maestra en rejoignant le mouvement du 26 Juillet. Elle est arrêtée en 1957, mais réussit à s'évader et à quitter Cuba.
Arrivé au pouvoir, Fidel Castro la nomme à la tête de l'Hôpital national et de l'École d'infirmières de La Havane. En 1959, elle l'accompagne lors de sa visite aux États-Unis et au Canada. Ultérieurement, en tant que présidente du Mouvement cubain pour la paix, elle remet à Fidel Castro le prix Lénine pour la paix.
Elle devient plus tard ambassadrice de l'UNESCO, poste dont elle démissionne en 1965 car elle est en désaccord avec l'idéologie procommuniste et prosoviétique du régime castriste. Elle décide alors d'exercer la médecine privée dans sa maison. Puis, harcelée, elle cherche à quitter Cuba pour se réfugier à l'étranger mais le régime l'en empêche.
En 1976, elle fonde le premier Comité cubain pour les droits de l'homme, notamment avec Elizardo Sánchez. Elle est d'abord placée en résidence surveillée, puis ses biens personnels et sa bibliothèque médicale sont confisqués et détruits par le régime castriste. Martha Frayde est ensuite arrêtée et interrogée dans la Villa Marista de juin à septembre 1976, avant d'être envoyée dans une prison de femmes pour les condamnés de droit commun, Nuevo Amanecer. Dans la prison, elle souffre de malnutrition et d'un manque de conditions sanitaires décentes. À la suite d'un cas grave d'intoxication, elle est transférée dans une autre prison, Benefica. De là, elle est jugée et condamnée en secret à vingt-neuf ans pour espionnage pour la CIA,. Elle est relâchée en 1979 sous la pression internationale puis s'exile en Espagne,. Elle reprend alors son ancienne activité de médecin.
En 1983, Martha Frayde témoigne, aux côtés d'intellectuels cubains en exil, dans le film documentaire Mauvaise conduite concernant la réalité des unités militaires d'aide à la production mises en place par le régime castriste pour enfermer les Cubains qualifiés d'asociaux. Elle publie en 1987 le livre Écoute, Fidel aux Éditions Denoël.
En 2006, elle donne sa documentation sur Cuba et sa correspondance à l'université de Miami et sa collection de peinture cubaine au Lowe Art Museum, de la même université.